# Nidfurn
Nidfurn is een plaats en voormalige gemeente in het Zwitserse kanton Glarus, en maakt sinds 1 januari 2011 deel uit van de gemeente Glarus Süd.

## Geschiedenis
De gemeente verloor in 2006 haar zelfstandigheid door een fusie in Haslen. Haslen is in 2011 vervolgens weer gefuseerd in de gemeente Glarus Süd